# Abazas
Os abazas (também conhecidos como abazins; em abecásio ashvy em russo:  Абазины; em turco:  Abazalar; em árabe: أباظة) são um grupo étnico do Cáucaso cuja língua, o abaza, pertence ao ramo das línguas caucasianas norte-ocidentais, dentro da família das línguas caucasianas. Vivem principalmente na república russa de Carachai-Circássia, onde o seu número é de cerca de 40000 (2005) ao que há que somar um número indeterminado na Adiguésia, Turquia, Síria, Jordânia, Líbano, Alemanha e Estados Unidos. Estão aparentados etnicamente com os abcázios e são de religião muçulmana.